# Tour de Flandes 2006
L'edició del 2006 de la clàssica ciclista Tour de Flandes es disputà el 2 d'abril del 2006. L'equip Quick Step-Innergetic va mantenir el control de la cursa en tot moment, i l'únic atac va venir del ciclista del Discovery Channel Leif Hoste. El capità del Quick Step-Innergetic, Tom Boonen, va seguir l'atac de Hoste i va imposar-se amb facilitat a l'esprint. El company d'equip de Hoste, George Hincapie, va completar el podi.

## Classificació general
|    | Ciclista          | Equip                 | Temps     |
| -- | ----------------- | --------------------- | --------- |
| 1  | Tom Boonen        | Quick Step-Innergetic | 6h 30'14" |
| 2  | Leif Hoste        | Discovery Channel     | m. t.     |
| 3  | George Hincapie   | Discovery Channel     | + 1'17"   |
| 4  | Peter Van Petegem | Davitamon-Lotto       | m. t.     |
| 5  | Alessandro Ballan | Lampre-Fondital       | m. t.     |
| 6  | Fabian Cancellara | Team CSC              | m. t.     |
| 7  | Paolo Bettini     | Quick Step-Innergetic | + 1'50"   |
| 8  | Karsten Kroon     | Team CSC              | m. t.     |
| 9  | Andreas Klier     | T-Mobile Team         | m. t.     |
| 10 | Roberto Petito    | Tenax                 | m. t.     |